# 高木誠一郎
高木 誠一郎（たかぎ せいいちろう、1943年 - ）は、日本の国際政治学者。専門は、東アジア国際関係・米中関係・中国研究。
東京都生まれ。1965年東京大学教養学部卒業。スタンフォード大学大学院政治学研究科修士課程修了、1969年スタンフォード大学研究助手、1977年同大学院政治学研究科博士課程修了（Ph.D. in Political Science）。
1978年埼玉大学大学院政策科学研究科専任講師、1979年同助教授、1986年同教授を経て、1997年政策研究大学院大学教授。1999年より防衛庁防衛研究所第2研究部長、2003年より青山学院大学国際政治経済学部教授。2011年より日本国際問題研究所研究顧問。

## 著書

### 編著
- 『脱冷戦期の中国外交とアジア・太平洋』（日本国際問題研究所, 2000年）
- 『米中関係――冷戦後の構造と展開』（日本国際問題研究所, 2007年）

### 共編著
- （石井明）『国際関係論のフロンティア（1）中国の政治と国際関係』（東京大学出版会, 1984年）
- （岡部達味・国分良成）『日米中安全保障協力を目指して』（勁草書房, 1999年）
- China Watching: Perspectives from Europe, Japan and United States, co-edited with Robert F. Ash and David Shambaugh, (Routledge, 2007).

## 論文
- 「現代中国における権力の継承と政治不安定」『アジア研究』25巻2号（1978年）
- 「対外政策の概念について」『国際政治』67号（1981年）
- 「中国における研究体制と対外政策――四人組失脚以降における社会科学研究体制と国際問題研究」『国際問題』259号（1981年）
- 「文革前中国の対外関心――『人民日報』社説の内容分析1950-1965」 山本吉宣編『国際関係論のフロンティア（4）国際関係理論の新展開』（東京大学出版会, 1984年）
- 「高度技術の移転と米中関係」『国際問題』323号（1987年）
- 「中ソ和解と米国の立場――議会調査局の3つの報告書を中心として」『国際問題』354号（1989年）
- 「冷戦体制の崩壊と中国の対外関係」『国際問題』370号（1991年）
- 「構造転換期の世界と中国の対外認識」『国際問題』382号（1992年）
- 「ポスト冷戦構造と中国外交の『新段階』」『国際問題』394号（1993年）
- 「中国の『経済大国』化と対外関係」『国際問題』406号（1994年）
- 「中国とアジア・太平洋の多国間安全保障協力」『国際問題』442号（1997年）
- 「冷戦後の国際権力構造と中国の対外戦略――日米安保再確認をめぐって」『国際問題』454号（1998年）
- 「冷戦後の日米同盟と北東アジア――安全保障ジレンマ論の視点から」『国際問題』474号（1999年）
- 「米国と中国・台湾問題――『一つの中国』原則を中心として」『国際問題』488号（2000年）
- 「中国の『新安全保障観』」『防衛研究所紀要』5巻2号（2003年）
- 「中国『和平崛起』論の現段階」『国際問題』540号（2005年）
- 「『美帝』へのアンビバレンス――中国からみたアメリカ」『アステイオン』63号（2005年)
- 「中国から見たアメリカ」山本吉宣・武田興欣編『アメリカ政治外交のアナトミー』（国際書院, 2006年）
- "The Taiwan Factor in Japan-China Relations," in Lam Peng Er (ed.), Japan's Relations with China, London and New York (Routledge, 2006).
- "The Chinese Approach to Regional Security Institutionalism," in Martina Timmermann and Jitsuo Tsuchiyama (eds.), Institutionalizing Northeast Asia (United Nations University Press, 2008)
- 「日中『戦略的互恵関係』－進展と課題」『国際問題』569号（2008年）